# Светипетрови риби
 Тази статия е за разреда риби.  За рода вижте Светипетрови риби (род).  
Светипетровите риби (Zeiformes) са разред животни от клас Актиноптери (Actinopteri).
Таксонът е описан за пръв път от Чарлз Тейт Риган през 1909 година.

## Семейства
- Cyttidae
- Grammicolepididae
- Oreosomatidae
- Parazenidae
- Zeidae – Петровки
- Zenionidae